# 魔法门VII：血统与荣耀
《魔法门VII：血统与荣耀》（又译作、，英文缩写）是由New World Computing制作组开发，由3DO公司于1999年发行的一款RPG角色扮演类游戏。它是魔法门系列游戏的第七版，剧情接在《魔法门VI：天堂之令》和《魔法门之英雄无敌III》之后。
《魔法门VII》仍使用的《魔法门VI》的游戏引擎，无论是剧情时间还是游戏难度都较《魔法门VI》有所缩减，它的媒体评分也普遍不及它的上一款作品。但是它依然加强改良了《魔法门VI》的不少游戏设定，画面质量有提高，加入了休闲小游戏——魔幻牌等等。